# وصله قرمزی
وصله قرمزی (نام علمی: Chlosyne marina) از گونه‌هایی است که در سال ۱۸۳۷ توصیف علمی شد. زیستگاه این پروانه در مکزیک و جنوب ایالت آریزونا و جنوب ایالت تگزاس می‌باشد. این گونه عضو سرده پرتوبالان و تیره فرچه‌پایان است.